# Вільхівка (притока Вільхової)
Вільхівка (Ольховка) — річка у Шахтарському  районі Донецькій області, права притока Вільхової. 

## Опис
Довжина річки 16  км., похил річки — 6,6 м/км. Формується з багатьох безіменних струмків та водойм. Площа басейну 67,7 км².

## Розташування
Вільхівка бере  початок з водойми  на північно-східній околиці села Шевченко. Спочатку тече  на південний захід, а потім на околиці Жданівки повертає на південний схід. У селі Вільхівка повертає на південний захід і впадає у річку Вільхову,  ліву притоку Кринки.